# Навикула
Нави́кула (лат. Navicula — лодочка)  — род одноклеточных водорослей из отдела диатомовых (Bacillariophyta), один из самых больших в отделе — насчитывает около тысячи видов. Встречаются  в составе планктона в виде отдельных клеток или соединёнными в ленты. Клетки могут выделять слизь, которая позволяет им скользить по субстрату.

## Иллюстрации

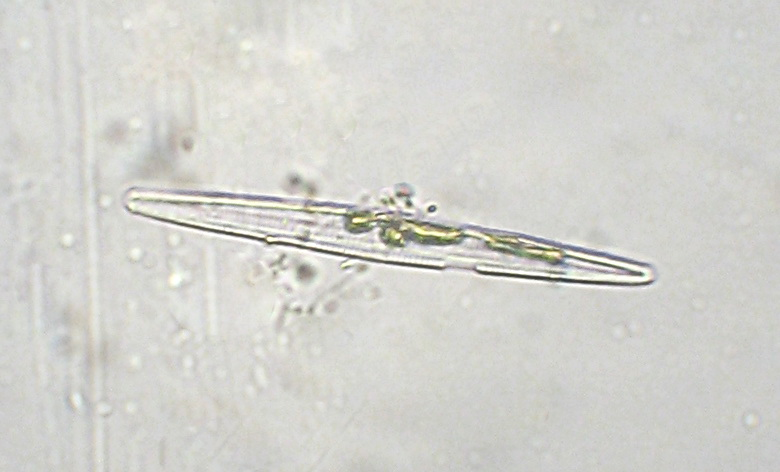
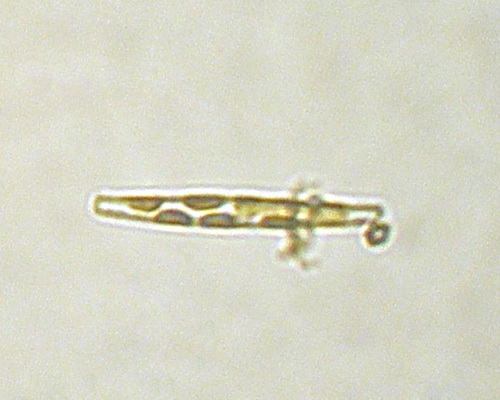
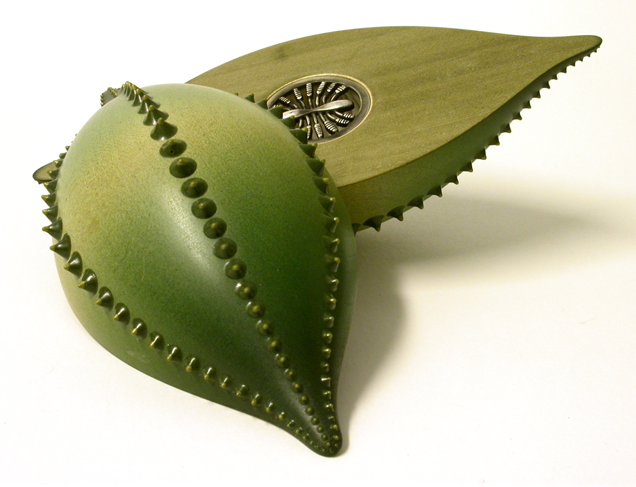